# José Eduardo Bischofe de Almeida
José Eduardo Bischofe de Almeida, meglio conosciuto come Zé Eduardo (Promissão, 29 ottobre 1987), è un calciatore brasiliano con passaporto italiano, attaccante svincolato.
In Brasile è soprannominato dai tifosi Zé Love.

## Biografia
Dal febbraio del 2011 possiede il passaporto italiano, in quanto il nonno paterno era a tutti gli effetti un cittadino italiano, e lasciò giovanissimo Bagnara Calabra per emigrare in Brasile.
Deferito per i fatti di Genoa-Siena 1-4 del 22 aprile 2012 (pressioni da parte dei tifosi allo stadio con i giocatori che si dovettero togliere la maglia), il 6 ottobre 2012 la Procura federale ha chiesto 30 000 euro di multa per Zé Eduardo e altri suoi 14 compagni di squadra.

## Caratteristiche tecniche
Può giocare sia come seconda punta (ruolo prediletto) che come attaccante centrale.

## Carriera
Passa definitivamente al Fortaleza nel 2008. Qui passa due anni e vari trasferimenti in prestito al Pinheiros, America Mineiro, Atletico Paranaense e ABC Futebol Clube. Con l'America Mineiro ha vinto anche il campionato di Serie C brasiliano nel 2009.
Nell'estate 2010 il Fortaleza lo vende definitivamente al Santos, dove vince il Campionato Paulista, la Coppa del Brasile e la Coppa Libertadores.
Viene acquistato dal Genoa nella sessione invernale del calciomercato; il 24 gennaio si sottopone alle visite mediche a Genova, tuttavia il passaporto italiano non arriva in tempo utile al tesseramento e dopo pochi giorni viene lasciato al Santos in prestito fino a giugno, per trasferirsi a Genova nella stagione 2011-2012. Infortuni muscolari, frattura da stress al piede e un'infiammazione all'appendice che lo costringe ad un'operazione gli fanno saltare la prima parte della stagione in Italia.
Fa il suo esordio in serie A il 2 dicembre 2011 in Genoa-Milan, entrando nel finale. Il 31 agosto 2012, dopo essere stato molto vicino al Milan, viene ceduto in prestito al Siena. Debutta con i nuovi compagni il 2 settembre 2012, partita finita 2-1 per la Sampdoria, in cui viene anche ammonito. Realizza il suo primo gol con il Siena al Franchi il 16 settembre contro l'Udinese, su calcio di rigore.
A fine stagione torna al Genoa e il 5 settembre torna ad allenarsi a Genova. Dall'inizio del campionato 2013-2014 non viene mai convocato dagli allenatori Fabio Liverani e Gian Piero Gasperini.
Il 28 marzo e il 23 settembre attraverso alcune interviste e tramite il proprio profilo Twitter si scaglia contro il trattamento ricevuto dalla società rossoblù. In altre occasioni ha contestato l'atteggiamento del Milan nei suoi confronti: il club rossonero è accusato di averlo "umiliato" chiedendogli un provino prima di perfezionare il suo acquisto e di avergli proposto un "ricattato" (cioè tesserarlo solo in caso di rifiuto da parte di Bojan Krkić).
L'8 gennaio 2014 passa in prestito dal Genoa al Coritiba fino al 31 dicembre dello stesso anno. Al termine della stagione il suo cartellino non viene riscattato dalla società brasiliana e ritorna al Genoa.
A febbraio 2015 scioglie il contratto con il Genoa e si trasferisce a titolo definitivo in Cina allo Shanghai Shenxin. Dopo pochi mesi, a luglio 2015, scioglie il contratto anche con la squadra cinese e ritorna in Brasile.

## Statistiche

### Presenze e reti nei club
Statistiche aggiornate all'8 maggio 2016.
| Stagione        | Squadra          | Campionato      | Campionato | Campionato | Coppe nazionali | Coppe nazionali | Coppe nazionali | Coppe continentali | Coppe continentali | Coppe continentali | Altre coppe | Altre coppe | Altre coppe | Totale | Totale |
| Stagione        | Squadra          | Comp            | Pres       | Reti       | Comp            | Pres            | Reti            | Comp               | Pres               | Reti               | Comp        | Pres        | Reti        | Pres   | Reti   |
| --------------- | ---------------- | --------------- | ---------- | ---------- | --------------- | --------------- | --------------- | ------------------ | ------------------ | ------------------ | ----------- | ----------- | ----------- | ------ | ------ |
| 2010            | Santos           | A1/SP+A         | 15+28      | 6+10       | CB              | 6               | 0               | CS                 | 2                  | 2                  | -           | -           | -           | 51     | 18     |
| 2011            | Santos           | A1/SP+A         | 16+1       | 7+0        | -               | -               | -               | CL                 | 13                 | 1                  | Cmc         | 0           | 0           | 30     | 8      |
| Totale Santos   | Totale Santos    | Totale Santos   | 31+29      | 13+10      |                 | 6               | 0               |                    | 15                 | 3                  |             | 0           | 0           | 81     | 26     |
| 2011-2012       | Genoa            | A               | 9          | 0          | CI              | 1               | 0               | -                  | -                  | -                  | -           | -           | -           | 10     | 0      |
| 2012-2013       | Siena            | A               | 8          | 1          | CI              | 1               | 1               | -                  | -                  | -                  | -           | -           | -           | 9      | 2      |
| 2013-gen. 2014  | Genoa            | A               | -          | -          | CI              | -               | -               | -                  | -                  | -                  | -           | -           | -           | -      | -      |
| Totale Genoa    | Totale Genoa     | Totale Genoa    | 9          | 0          |                 | 1               | 0               |                    | -                  | -                  |             | -           | -           | 10     | 0      |
| 2014            | Coritiba         | A1/PR+A         | 3+32       | 1+5        | CB              | 5               | 2               | -                  | -                  | -                  | -           | -           | -           | 40     | 8      |
| gen.-giu. 2015  | Shanghai Shenxin | CSL             | 11         | 1          | CC              | -               | -               | -                  | -                  | -                  | -           | -           | -           | 11     | 1      |
| 2015            | Goiás            | PD/GO+A         | 0+15       | 3          | CB              | -               | -               | -                  | -                  | -                  | -           | -           | -           | 15     | 3      |
| gen.-giu. 2016  | Al-Shaab         | PL              | 12         | 4          | CPA+AGC         | -               | -               | -                  | -                  | -                  | -           | -           | -           | 12     | 4      |
| Totale carriera | Totale carriera  | Totale carriera | 150        | 38         |                 | 13              | 3               |                    | 15                 | 3                  |             | 0           | 0           | 178    | 44     |

## Palmarès

### Club

#### Competizioni nazionali
- Campeonato Brasileiro Série C: 1

America Mineiro: 2009
- Campionato paulista: 2

Santos: 2010, 2011
- Coppa del Brasile: 1

Santos: 2010
- Copa Verde: 1

Brasiliense: 2020

#### Competizioni internazionali
- Coppa Libertadores: 1

Santos: 2011